# Palazzo Piccolomini (Pienza)

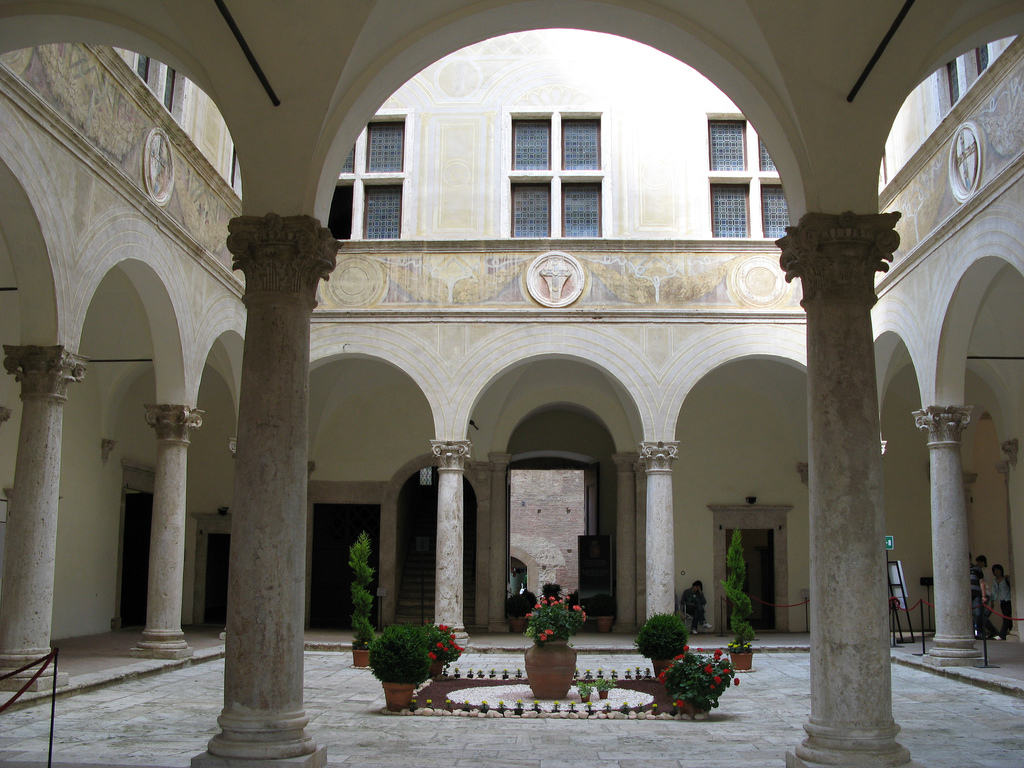
El patio.

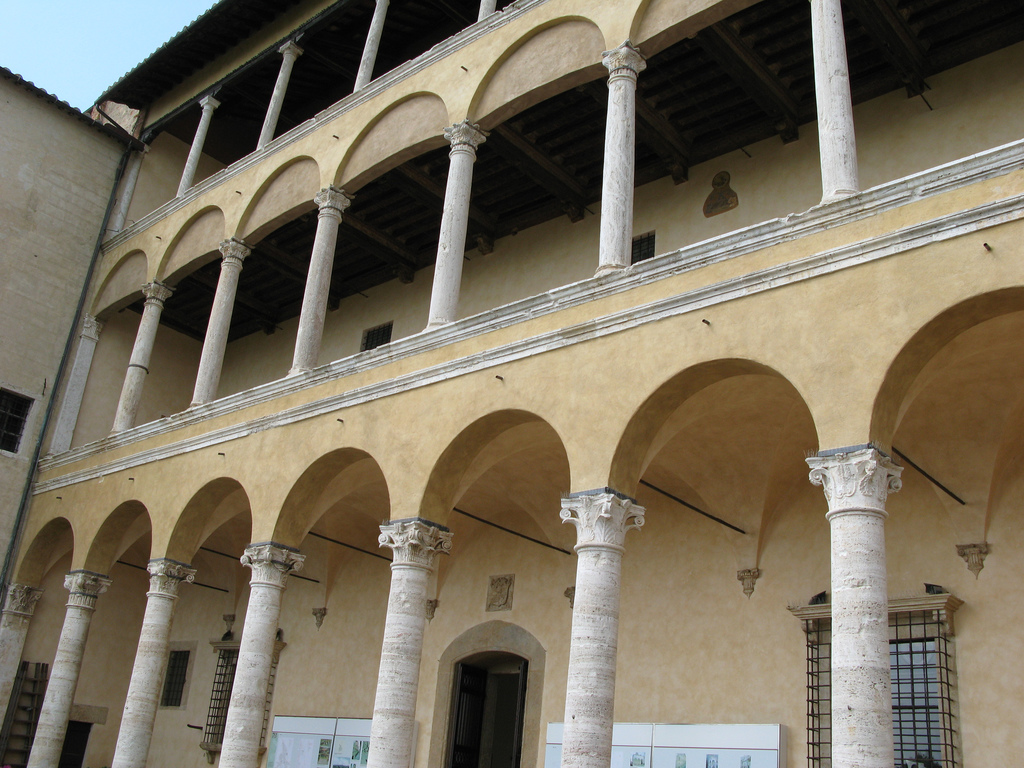
La fachada hacia el jardín.

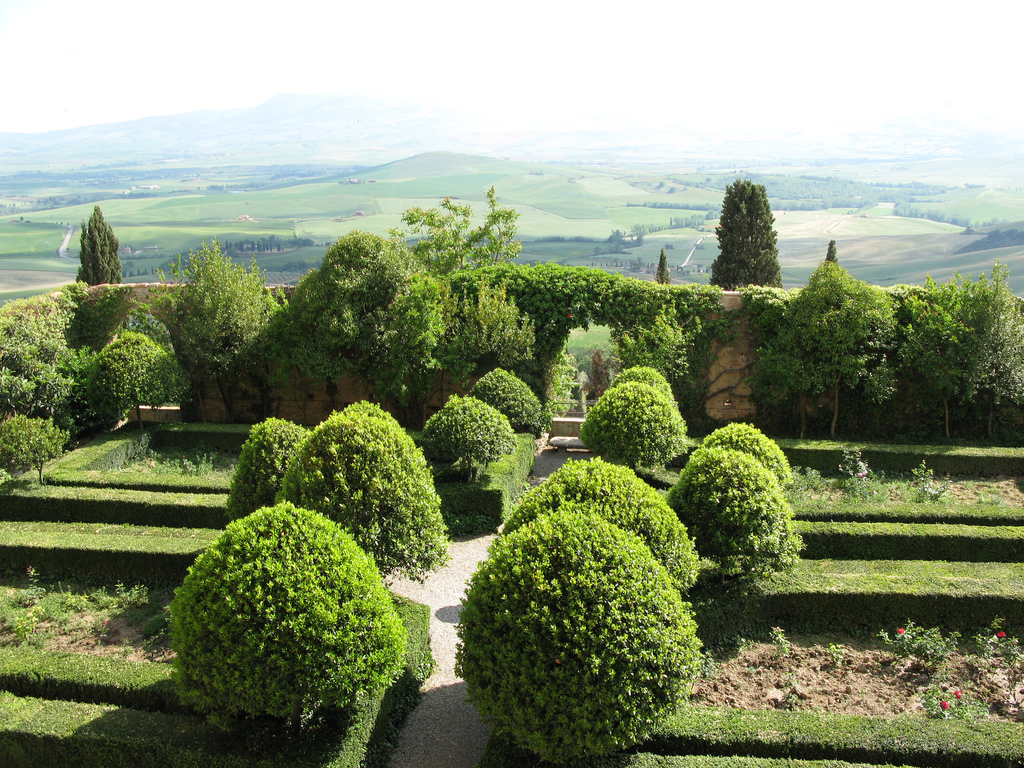
El jardín.

El Palazzo Piccolomini es un palacio situado en el centro de Pienza, Italia, junto a la catedral.

## Historia
El palacio, llamado también Palazzo Pontificio, fue encargado por Enea Piccolomini, el papa Pío II, a Bernardo Rossellino, en el ámbito del proyecto de reconstrucción de Pienza como ciudad ideal. Proyectado en la segunda mitad del siglo XV (a partir de 1459), para su diseño Rossellino se inspiró en el Palazzo Rucellai de Florencia, obra de su maestro Leon Battista Alberti, y constituye uno de los primeros ejemplos de la arquitectura renacentista.
Más recientemente, el palacio se ha utilizado como escenario para varias escenas de la película L'arcidiavolo, protagonizada por Vittorio Gassman, y de la película Le piacevoli notti, también protagonizada por Gassman y Ugo Tognazzi.

## Descripción
El palacio tiene planta cuadrada y se desarrolla en tres pisos. Su fachada se realizó en piedra trabajada finamente con un ligero almohadillado, desde la parte baja hasta la cima. En la primera y la segunda planta muestra dos órdenes de ventanas de notable anchura, equidistantes entre sí, además de lesenas y perfiles con sillares que sobresalen respecto a la fachada.
Cada ventana está dividida en dos partes por una sutil columna. Debajo de las ventanas, para resaltar los forjados interiores, una cornisa recorre la fachada, y en el espacio que hay entre las ventanas están representados los escudos de la familia en piedra, con las insignias apostólicas en oro y plata. En la fachada norte se encuentra el grandísimo portal, que constituye la entrada principal del palacio.
En el interior del palacio hay un patio también de forma rectangular, con una logia sostenida por columnas de piedra.

## El jardín
El jardín, que ocupa un espacio en el lado sur del edificio, es pequeño, pero constituye una parte integrante del proyecto. Domina todo el Valle de Orcia manteniendo, pese a las modificaciones recientes, las características propias de los jardines del Renacimiento. Tres de sus lados están rodeados por altos muros de piedra recubiertos de hiedra, mientras que el lado que da hacia el palacio está delimitado por una logia con tres órdenes de arcos. Un elaborado sistema de conductos de drenaje impide que el agua de lluvia penetre en las estancias que hay debajo, en cuyo interior se encontraban antiguamente los establos.
Los parterres de forma rectangular, rodeados por setos dobles de boj podados, delimitan dos caminos recubiertos de grava, que se cruzan perpendicularmente. En su punto de encuentro está colocada una fuente, mientras que en las cuatro esquinas de cada parterre están plantados árboles de laurel.
A lo largo de los muros perimetrales hay algunos parterres rectangulares con árboles frutales y arbustos en flor. En el jardín hay dos elementos escultóricos, que datan de finales del siglo XV: un gran pozo octogonal decorado con la media luna, las llaves y la tiara del escudo de los Piccolomini y una fuente decorada con guirnaldas de frutas. Las vistas del Valle de Orcia, que se pueden admirar desde los tres arcos que se abren sobre el muro del fondo, asumen un papel principal en el diseño de este jardín, que se convierte en un lugar de encuentro entre la arquitectura y la naturaleza.